# 도호쿠후쿠시다이마에역
도호쿠후쿠시다이마에역(일본어: 東北福祉大前駅)은 일본 미야기현 센다이시 아오바구에 위치한 동일본 여객철도 센잔 선의 철도역이다. 단선 승강장 1면 1선의 구조를 갖춘 지상역이다.

## 타는 곳
| 1 | ■ 센잔 선 | 하행 | 아야시 · 사쿠나미 · 야마가타 방면 |
| 1 | ■ 센잔 선 | 상행 | 기타센다이 · 센다이 방면          |

## 이용 현황
| 승차 인원 추이 | 승차 인원 추이 |
| 연도           | 1일 평균       |
| -------------- | -------------- |
| 2006           | 1,083          |
| 2007           | 1,957          |
| 2008           | 2,369          |
| 2009           | 2,628          |
| 2010           | 2,760          |
| 2011           | 2,684          |
| 2012           | 2,889          |
| 2013           | 3,149          |
| 2014           | 3,121          |
| 2015           | 3,261          |

## 역 주변
- 도호쿠 복지 대학
  - 스테이션 캠퍼스 관 · 센단 오스피탈
- 구니미다이 병원
- 도호쿠 복지 간호 학교
- 센다이 시 소방국 아오바 소방서 구니미 출장소

## 인접 역
| 센잔 선              | 센잔 선   | 센잔 선                           |
| -------------------- | --------- | --------------------------------- |
| 기타야마 센다이 방면 | ■ 센잔 선 | 구니미 우젠치토세 · 야마가타 방면 |